# Université Rockefeller
L'université Rockefeller (en anglais, Rockefeller University) est une prestigieuse université privée américaine, spécialisée dans la recherche médicale et scientifique. Elle est l’un des plus importants centres de recherche médicale au monde. Elle offre à ses étudiants exclusivement des programmes doctoraux et postdoctoraux.
Les Rockefeller University Press publient le Journal of Experimental Medicine, le Journal of Cell Biology, et le Journal of General Physiology.

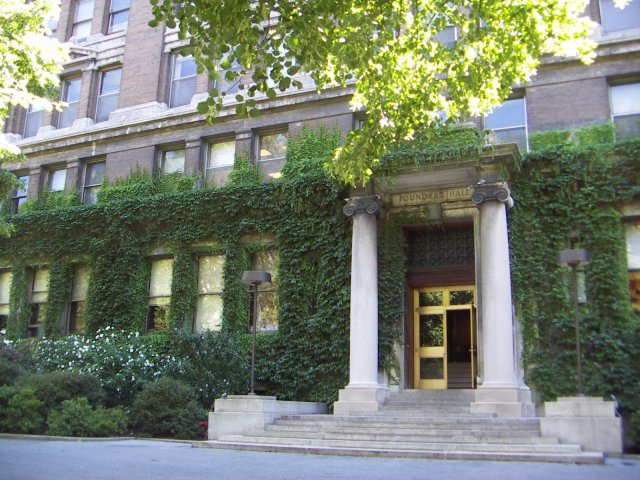
Founder's Hall

## Localisation
Elle se situe dans Manhattan, à New York, dans Upper East Side entre la 63e et la 68e rue sur York Avenue.

## Histoire
Le Rockefeller Institute for Medical Research a été fondé en juin 1901 par le magnat du pétrole John D. Rockefeller, sur proposition de Frederick T. Gates et à la suite des démarches entreprises en mars 1901 par son fils, John D. Rockefeller. Par son prestige, il s'imposa comme l'analogue américain de l'Institut Pasteur (1888) et de l'Institut Robert Koch (1891). La Fondation Rockefeller, fondée en 1913, forme une entité séparée, bien que son directoire recrute majoritairement parmi celui de l'Institut.
Le premier directeur des laboratoires fut Simon Flexner, qui s'occupait du développement de la recherche. Encore étudiant à l'université Johns Hopkins, Flexner avait eu pour professeur le premier directeur de recherche de l'institut Rockfeller, William H. Welch, déjà doyen de la faculté de médecine d'Hopkins et doyen officieux des facultés de médecine américaines. Flexner prit sa retraite en 1935 et eut pour successeurs Herbert Gasserpuis Detlev Bronk (1953), qui obtint pour l'Institut Rockefeller le droitde collation du doctorat en médecine en 1954. Depuis 1965, l'Institut Rockefeller est ainsi devenue l'Université Rockefeller.
Au long de ses six premières décennies d'existence, l'institut s'est consacré non seulement à la recherche fondamentale mais aussi au génie biomédical et, à partir de 1910 (avec l'ouverture de l'hôpital universitaire Rockefeller) à la science clinique.

## Personnalités liées à l'université
Rockefeller est dans le domaine biomédical, et sans conteste, l'un des plus prestigieux centres de recherche au monde. Ainsi, 24 lauréats d'un prix Nobel de physiologie ou médecine ou de chimie ont été ou sont membres de Rockefeller :
- Yoshinori Ohsumi (2016)
- Ralph Steinman (2011)
- Roderick MacKinnon (2003)
- Paul Nurse (2001)
- Paul Greengard (2000)
- Günter Blobel (1999)
- Robert Bruce Merrifield (1984)
- Torsten Wiesel (1981)
- David Baltimore (1975)
- Albert Claude, Christian de Duve et George E. Palade (1974)
- Stanford Moore, William H. Stein et Gerald M. Edelman (1972)
- H. Keffer Hartline (1967)
- Peyton Rous (1966)
- Joshua Lederberg et Edward L. Tatum (1958)
- Fritz Lipmann (1953)
- John H. Northrop et Wendell M. Stanley (1946)
- Herbert S. Gasser (1944)
- Karl Landsteiner (1930)
- Alexis Carrel (1912)

Mais également lauréats d'un prix Lasker :
- Robert Roeder (1982)